# Navalla papallona

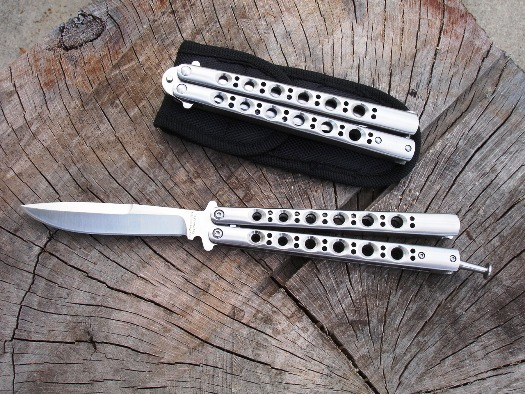
Navalla papallona tancada i oberta

Una navalla papallona és un tipus de navalla plegable que es va originar a les Filipines. Es caracteritza per tenir dos mànecs que giren en sentit contrari al voltant de la fulla de manera que, quan es tanca, aquesta queda amagada dins de les ranures dels mànecs. De vegades, un pestell manté els mànecs junts muntat sovint sobre el que mira cap a la vora tallant.
La navalla papallona era utilitzada a les Filipines com a defensa personal i com a ganivet de butxaca. També es van utilitzar com a navalles d'afaitar abans que les navalles convencionals estiguessin disponibles a les Filipines. A les mans d'un usuari entrenat, la fulla de la navalla es pot treure ràpidament amb una sola mà. Tanmateix, la navalla papallona és il·legal o d'ús restringit en alguns països, sovint sota les mateixes lleis i per les mateixes raons que la navalla automàtica o les armes ocultes.

## Història
L'origen de la navalla papallona no és clar. La història oral afirma que es va crear per primera vegada a les Filipines l'any 800 dC. Tanmateix, no hi ha cap documentació ni evidència arqueològica que ho avali. La producció en massa de navalles papallona a les Filipines només es pot testimoniar a principis del segle xx. Hi ha teories que afirmen que podrien haver estat introduïdes per mariners de l'Imperi Espanyol, que aleshores estava aliat amb França.

Obertura i tancament d'una navalla papallona

Independentment del seu origen, la navalla papallona moderna es va perfeccionar a les Filipines, on es va fer més gran i es va utilitzar predominantment com a arma, no només com a eina. Les tècniques d'obertura ràpida (flipping) també es van desenvolupar a les Filipines. En canvi, el pied du roi d'origen francès era principalment un regle plegable, i el ganivet només s'incloïa en alguns exemplars com a novetat. Eren feixucs d'obrir i és poc probable que s'utilitzessin per a la defensa personal, sobretot perquè també incloïen habitualment una fulla metàl·lica en angle recte des de l'extrem del mànec per ajudar a mesurar. També existeixen dissenys similars a la navalla papallona produïts a Anglaterra a finals del segle xix, presumiblement també derivats del pied du roi. Però com aquests últims, eren principalment estris utilitaris.